# Pakasuchus
Pakasuchus kapilimai
Genre
Espèce
Pakasuchus est un genre éteint de crocodyliformes, un clade qui comprend les crocodiliens modernes et leurs plus proches parents fossiles. Il est rattaché au sous-ordre des Notosuchia (ou notosuchiens en français),. Il est surnommé le « crocodile-chat ».
Une seule espèce est rattachée au genre : Pakasuchus kapilimai, décrite par P. M. O'Connor et ses collègues en 2010.

## Étymologie
Son nom de genre Pakasuchus combine le mot du Kiswahili Paka, « chat » et le mot du grec ancien Soũkhos, « crocodile » pour donner « crocodile-chat » qui indique sa ressemblance morphologique et probablement comportementale avec celles de mammifères carnivores comme les chats. Le nom d'espèce kapilimai honore Saidi Kapilima, un des découvreurs.

## Découverte et datation
Ses restes fossiles ont été découverts à partir de 2008 dans le sud-ouest de la Tanzanie. Après la découverte d'un squelette complet, les restes de six autres spécimens ont été mis au jour.
Ils proviennent de la formation géologique de Galula  de la région de Mbeya dans le sud-ouest de la Tanzanie.
Les niveaux stratigraphiques d'où les fossiles ont été extraits sont couverts par des séries volcaniques datées entre 115 et 99 Ma (millions d'années), ils sont considérés comme d'âge Crétacé inférieur, Albien ou peut-être Aptien, une période estimée entre 125 et 100,5 Ma. 

## Description

Denture de l'holotype de Pakasuchus avec ses trois types de dents spécialisées.
Les zones en gris du crâne sont restaurées.

### Taille
Pakasuchus est un Crocodyliformes terrestre de petite taille, de l'ordre de 0,50 mètre de longueur totale.

### Crâne
Son crâne est court et large et rappelle celui d'un chat.
Sa dentition est remarquable, elle est hétérodonte avec des dents de morphologies différentes qui s'apparentent à celles des mammifères avec des « canines » longues et tranchantes à l'avant, suivies de « prémolaires » puis de larges « molaires » vers l'arrière des mâchoires. Cette ressemblance est telle que le paléontologue américain Gregory Buckley a pu affirmer que « si des dents isolées avaient été découvertes, sans le crâne, il est très probable que certaines des dents molariformes auraient été confondues avec celles d'un mammifère ».
Des dents multicuspides] sont connues chez quelques autres notosuchiens comme les genres Simosuchus et Yacarerani, mais chez Pakasuchus elles sont bien plus complexes. En effet, ses molaires, comme chez les mammifères, fonctionnent en occlusion dentaire avec les dents supérieures (dents maxillaires) qui s'emboîtent avec celles de la mâchoire inférieure (dents mandibulaires), conjuguant leurs bords tranchants en un mouvement d'avant en arrière pour découper la nourriture de manière efficace.

### Ostéodermes
Le faible nombre d'ostéodermes chez Pakasuchus constitue une autre différence avec les crocodiliens modernes et avec la plupart des Crocodyliformes. Ces plaques osseuses couvrant les vertèbres dorsales sont ici de petite taille et peu nombreuses. Cependant il conserve des ostéodermes sur sa queue. Le faible nombre d'ostéodermes, conjugué à la conservation de ceux-ci sur la queue constituent un caractère unique de l'animal parmi les notosuchiens.

## Paléobiologie
Il se nourrissait probablement de petites proies comme des insectes.
Le faible nombre d'ostéodermes et leur légèreté apparaissent comme une adaptation à une vie terrestre active par allègement de la masse de l'animal. Ses pattes longues et fines montrent aussi que Pakasuchus devait être agile. Par conte la persistance d'ostéodermes assez nombreux et plus denses sur la queue de l'animal est difficile à expliquer.
Les notosuchiens sont présents sur le supercontinent du Gondwana tout au long du Crétacé. Pakasuchus, comme bien d'autres notosuchiens, auraient occupé les niches écologiques de cette région qui autrement sont tenues par les mammifères, comme c'est le cas dans les continents de l'hémisphère nord. Les mammifères étant relativement rares dans le Gondwana à cette époque, leur rareté a pu permettre aux notosuchiens d'occuper des niches similaires.
Le bassin du rift de Rukwa Rift, où a été trouvé Pakasuchus, est connu pour la richesse de sa faune de vertébrés fossiles au Crétacé. Ce grand réseau fluvial de rivières en tresse et de plaines inondables riches en végétation abritait également de grands dinosaures (sauropodes et théropodes) et, en milieu aquatique, d'autre crocodyliformes, des tortues et des poissons d'eau douce.

## Classification
Pakasuchus est considéré comme un genre relativement basal de Notosuchia,, inclus dans une polytomie avec les genres Yacarerani et Adamantinasuchus selon Bronzati et ses collègues en 2012. Diego Pol et ses collègues en 2014, le placent comme un Ziphosuchia basal, un clade de Notosuchia, où il est placé en groupe frère avec le genre Malawisuchus.